# Carla Abellana
Carla Abellana (Manila, 12 de junho de 1986) é um atriz filipina.

## Filmografia

### Televisão
- Rosalinda[1] (GMA Network, 2009)

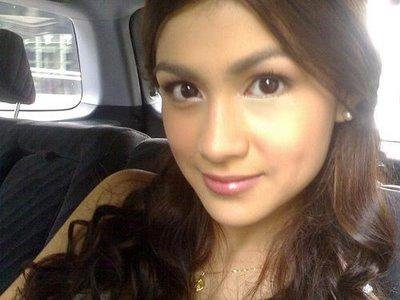
Carla Abellana (2009)

- SRO Cinema Serye: Carenderia Queen[2] (GMA Network, 2009)
- The Last Prince (GMA Network, 2010)
- Love Bug Presents: The Last Romance[3] (GMA Network, 2010)
- Sine Novela: Basahang Ginto (GMA Network, 2010)
- Ilumina (GMA Network, 2010)
- Jillian: Namamasko Po (GMA Network, 2010)
- Magic Palayok (GMA Network, 2011)
- Kung Aagawin Mo Ang Langit (GMA Network, 2011)
- Legacy (GMA Network, 2012)
- Makapiling Kang Muli (GMA Network, 2012)
- Pepito Manaloto: Ang Tunay na Kwento (GMA Network, 2012)
- Bubble Gang (GMA Network, 2013-presente)
- Magpakailanman: The Undying Love Story of Leonardo & Nonyx Buela (GMA Network, 2013)
- My Husband's Lover (GMA Network, 2013)

### Filmes
- Mamarazzi (2010)
- Shake, Rattle & Roll XII (2010)
- My Neighbor's Wife (2011)
- Manila Kingpin: The Asiong Salonga Story (2011)
- Yesterday, Today and Tomorrow (2011)